# Henry Nevay Crawford
Henry Nevay Crawford, britanski general, * 1907, † 1993.